# Black's Law Dictionary
Black Law Dictionary (Diccionari de Dret d'en Black), també anomenat Black's Law, és el diccionari de dret més àmpliament utilitzat als Estats Units d'Amèrica (EUA). Henry Campbell Black (1860–1927) en va ser l'autor de les dues primeres edicions (vegeu una llista de totes les edicions més endavant en aquesta mateixa entrada) i el seu nom és el que duu el diccionari.
El Tribunal Suprem dels Estats Units ha citat aquest diccionari com la principal autoritat legal secundària en dret en molts dels casos de la mateixa Cort Suprema.

## Història
La primera edició va ser publicada l'any 1891 i la segona edició el 1910, abans que la primera edició de l'Oxford English Dictionary fos completada el 1928. Les edicions anteriors del llibre, fins a la sisena, també proveeixen de referències sobre casos jurisprudencials relacionats amb el terme citat, que alguns advocats consideren com la característica més útil del diccionari, proporcionant un punt de partida valuós amb casos de referència.
L'arribada d'Internet va facilitar la recerca legal i amb la setena edició, de l'any 1999, moltes citacions de casos específics i de casos obsolets o anul·lats es van retirar. La vuitena edició va introduir un sistema únic, i perpètuament actualitzat de citacions i referències creuades amb altres enciclopèdies del dret. L’edició actual és l’onzena, publicada el 2019.
Atès que molts termes legals són derivats del llatí, el diccionari aporta una guia de pronunciació. A més, les entrades proporcionen transcripcions de pronunciació d'acord amb les actualment vigents entre els professionals nord-americans en matèria de dret o de medicina.

## Disponibilitat
Una versió en línia (a internet) de la desena edició està disponible mitjançant el servei de pagament sobre informació legal Westlaw.
Tanmateix, la segona edició del Black's Dictionary (1910) ja és disponible de franc, i de domini públic, a internet (vegeu els enllaços externs). Malgrat que l'aplicabilitat general d'aquesta versió online gratuïta és limitada, constitueix una eina útil per sol·licitar termes de teoria legal i per aclarir el significat general de molts termes legals bàsics. Pel que fa a les referències en jurisprudència, aquesta eina és incomplerta per a un ús actual atès que l’ús del llenguatge jurídic en els procediments judicials i als tribunals ha canviat, especialment amb les modificacions en matèria de lleis i pel que fa a la cultura jurídica, a causa del pas del temps.
També The Lawbook Exchange, Ltd. ha reeditat la primera i la segona edició (ISBN 0-9630106-0-3 i ISBN 1-886363-10-2, respectivament). I actualment el diccionari també està disponible en aplicació per a telèfons mòbils (Smartphones), especialment amb el sistema Windows Phone. La desena edició és disponible com una aplicació per a dispositius iOS.

### Edicions de butxaca
- Black's Law Dictionary 5th pocket ed. (West Group, 2016), Bryan A. Garner, editor,ISBN 0-314-84489-9
- Black's Law Dictionary 4a butxaca ed. (West Group, 2011), Bryan A. Garner, editor,ISBN 0-314-27544-4
- Black's Law Dictionary 3a butxaca ed. (West Group, 2006), Bryan A. Garner, editor,ISBN 0-314-15862-6
- Black's Law Dictionary 2a butxaca ed. (West Group, 2001), Bryan A. Garner, editor,ISBN 0-314-25791-8

### Edicions no angleses
- Blackův právnický slovník. Traducció completa de la 6a edició al txec. Victoria Publishing, Praga, 1993.ISBN 80-85605-23-6ISBN 80-85605-23-6.
- Āqāʼī, Bahman. Farhang-i ḥuqūqī-i Bahman: Ingilīsī-Fārsī: bar asās-i Diccionari de la llei de Black (1999)[5] (Fārsī)
- Muqtadirah-yi Qaumī Zabān. Qānūnī, Angrezī-urdú lug̲h̲at: Blaiks lāʼ dikshanarī se māk̲h̲ūz (Basat en el diccionari de la llei de Black) / nigrān, Fatiḥ Muḥammad Malik (2002)[6]ISBN 969-474-084-3 . (urdú)